# Rhadinorhynchus asturi
Rhadinorhynchus asturi är en hakmaskart som beskrevs av Gupta och Kanchan Lata 1967. Rhadinorhynchus asturi ingår i släktet Rhadinorhynchus och familjen Rhadinorhynchidae. Inga underarter finns listade i Catalogue of Life.